# Helena Hren Vencelj
Helena Hren Vencelj, slovenska mikrobiologinja in političarka, * 13. april 1939.
Kot poslanka SLS+SKD je bila članica 2. državnega zbora Republike Slovenije.

## Nagrade
Leta 1986 je s soavtorji prejela Nagrado Sklada Borisa Kidriča za oploditev jajčnih celic in vitro in prenos zarodka .